# 斯图雷·安德松
斯图雷·安德松（瑞典語：Sture Andersson，1949年11月18日—），瑞典男子冰球运动员，1970年开始职业生涯。他曾代表瑞典参加1980年冬季奥林匹克运动会冰球比赛，获得一枚铜牌。